# Parapet
Un parapet est un mur à hauteur d'appui en bordure d'un toit ou d'un pont qui sert à éviter les chutes de personnes.

## Parapet dans les fortifications

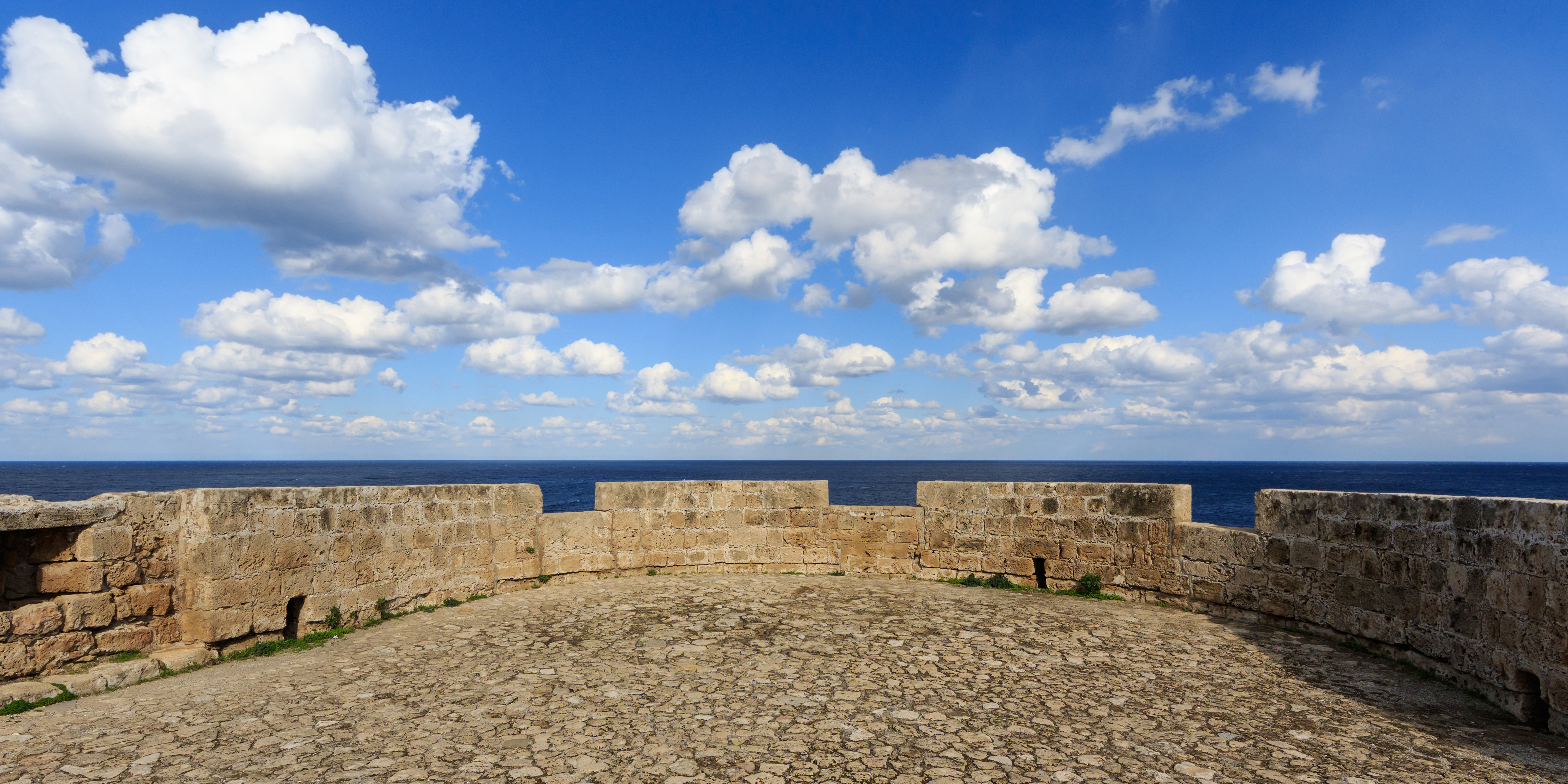
Au château de Kyrenia, Chypre.

Il s'agit d'une construction en pierre, souvent crénelée et sommant une enceinte militaire (courtine, muraille, tour et rempart). Il peut également s'agir d'une simple masse de terre élevée, en défense d'un ouvrage fortifié, telle une tranchée.